# Ceanothus megacarpus
Ceanothus megacarpus är en brakvedsväxtart som beskrevs av Thomas Nuttall. Ceanothus megacarpus ingår i släktet Ceanothus och familjen brakvedsväxter. Utöver nominatformen finns också underarten C. m. insularis.

## Bildgalleri

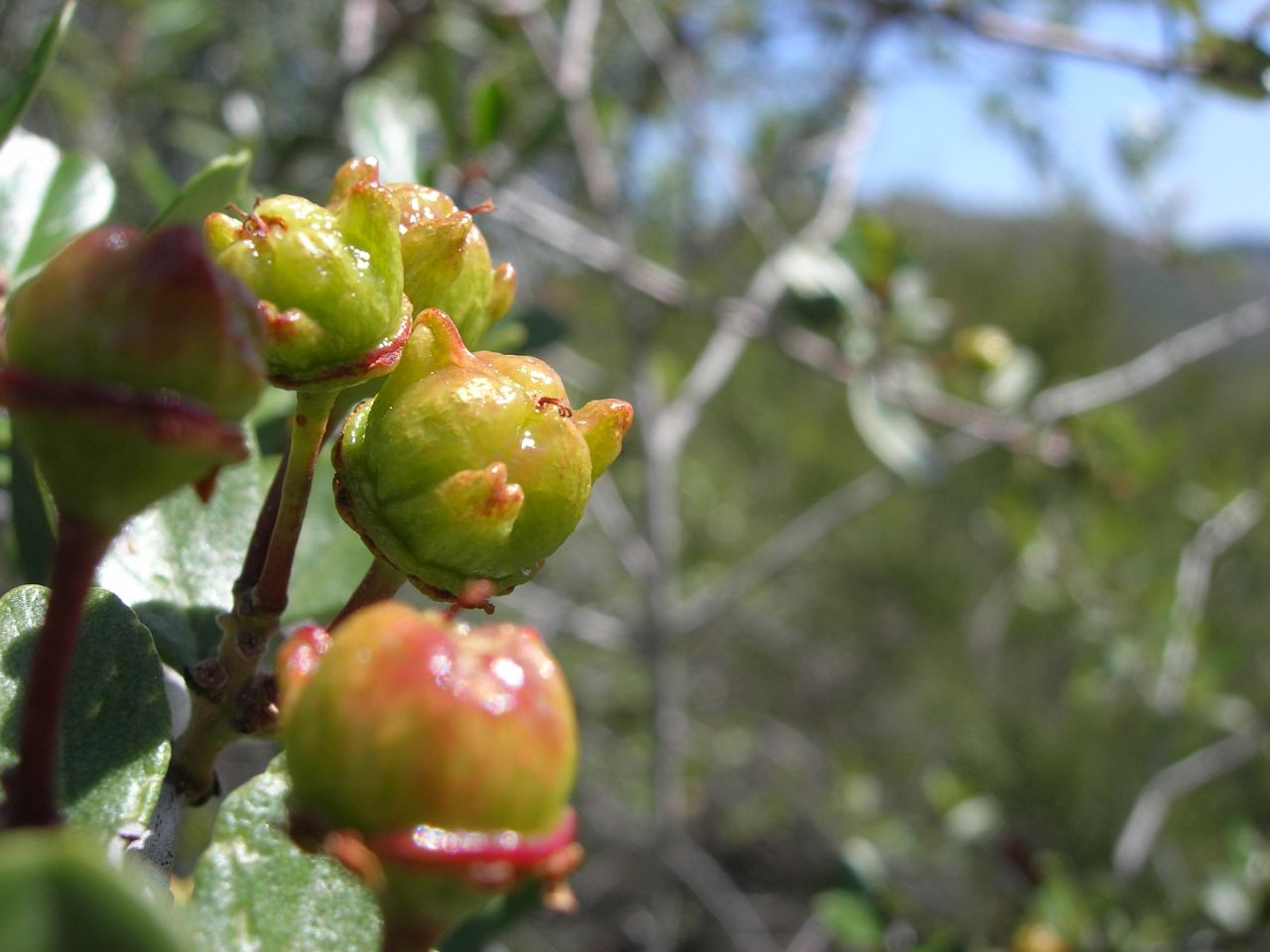
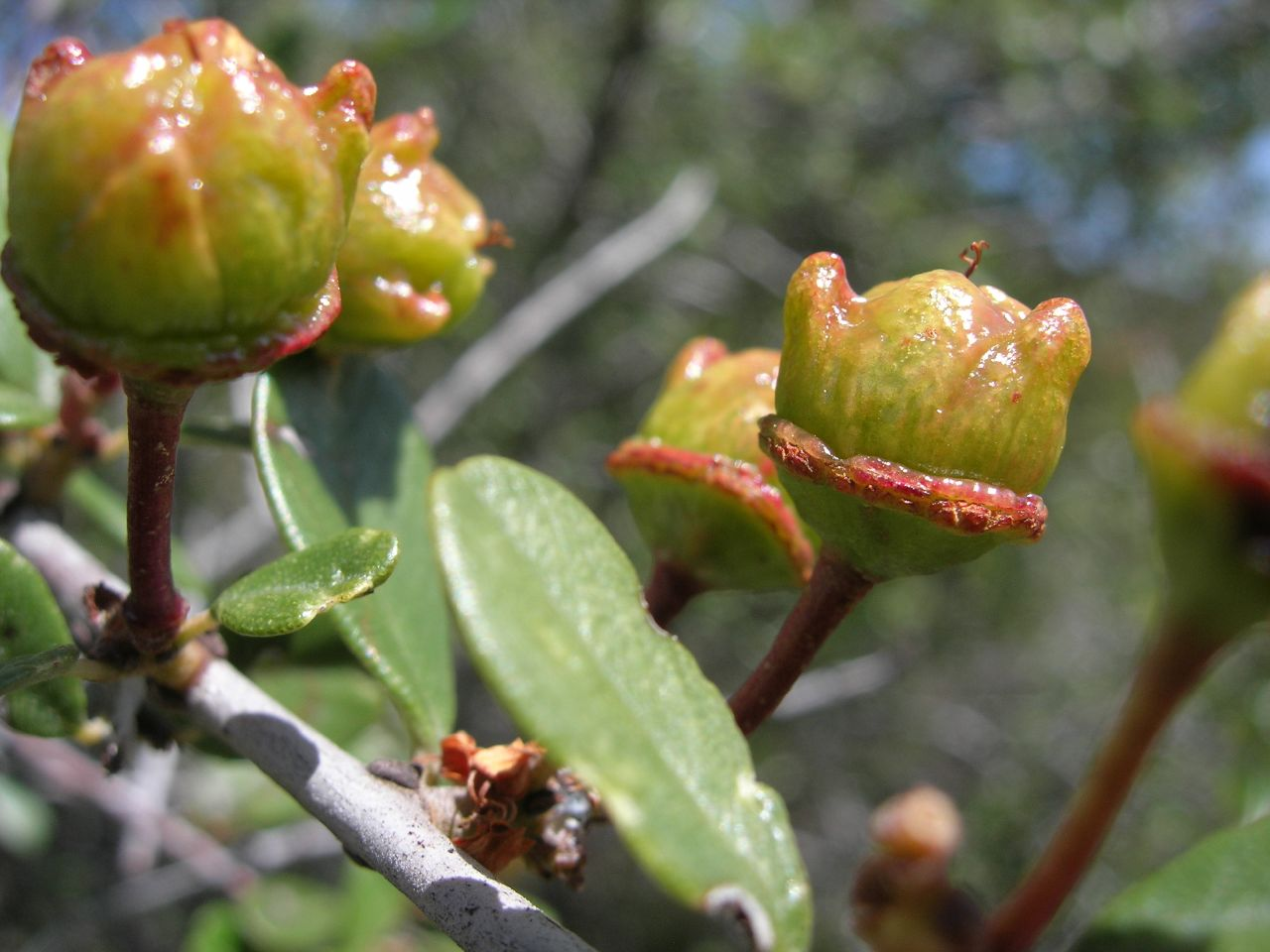
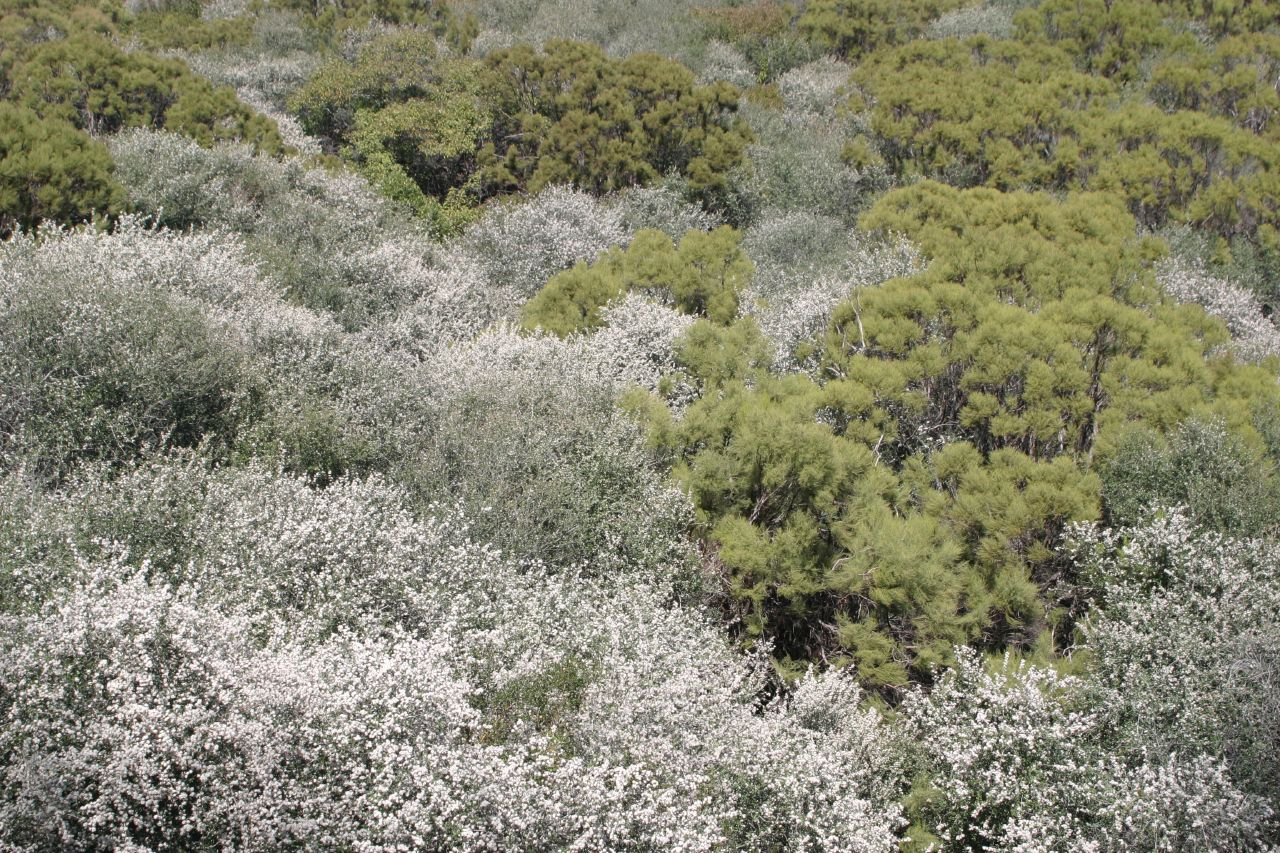
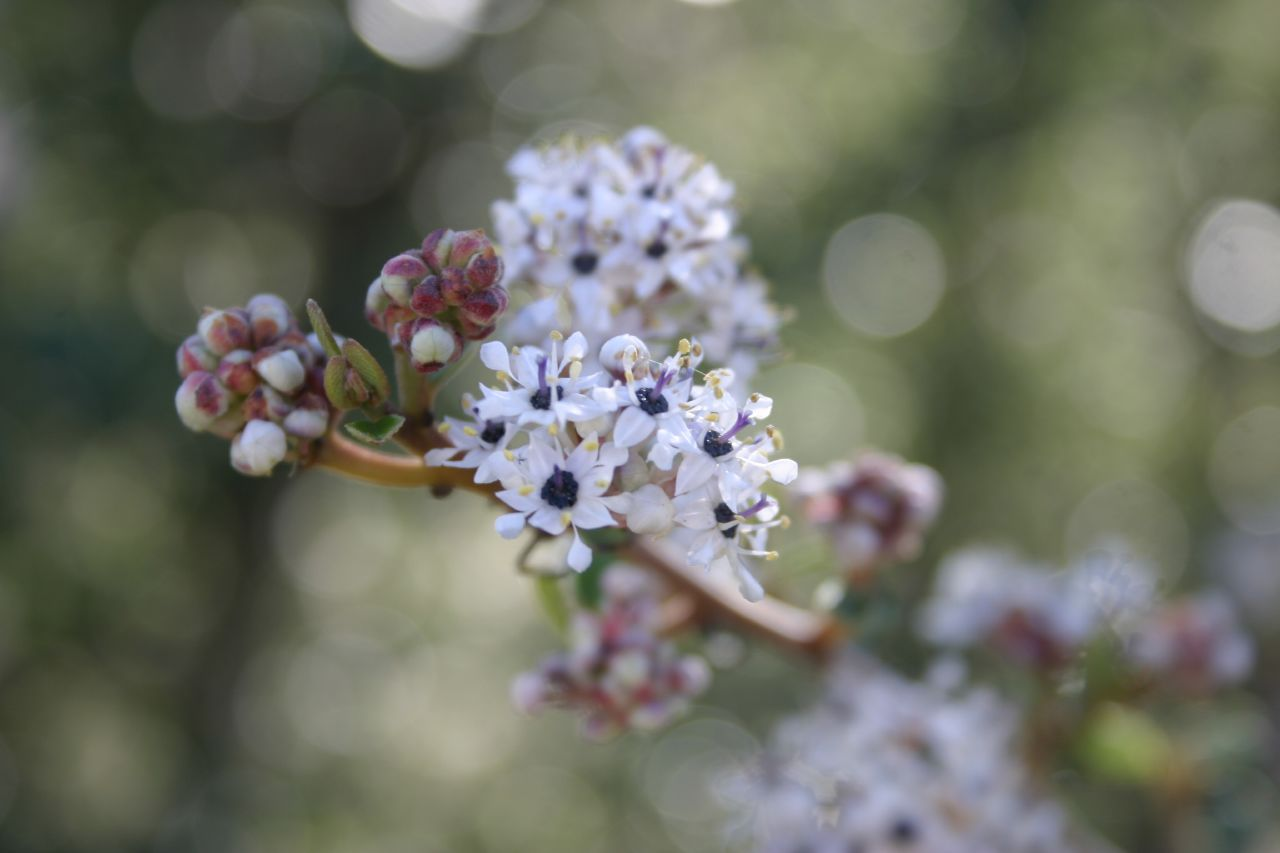
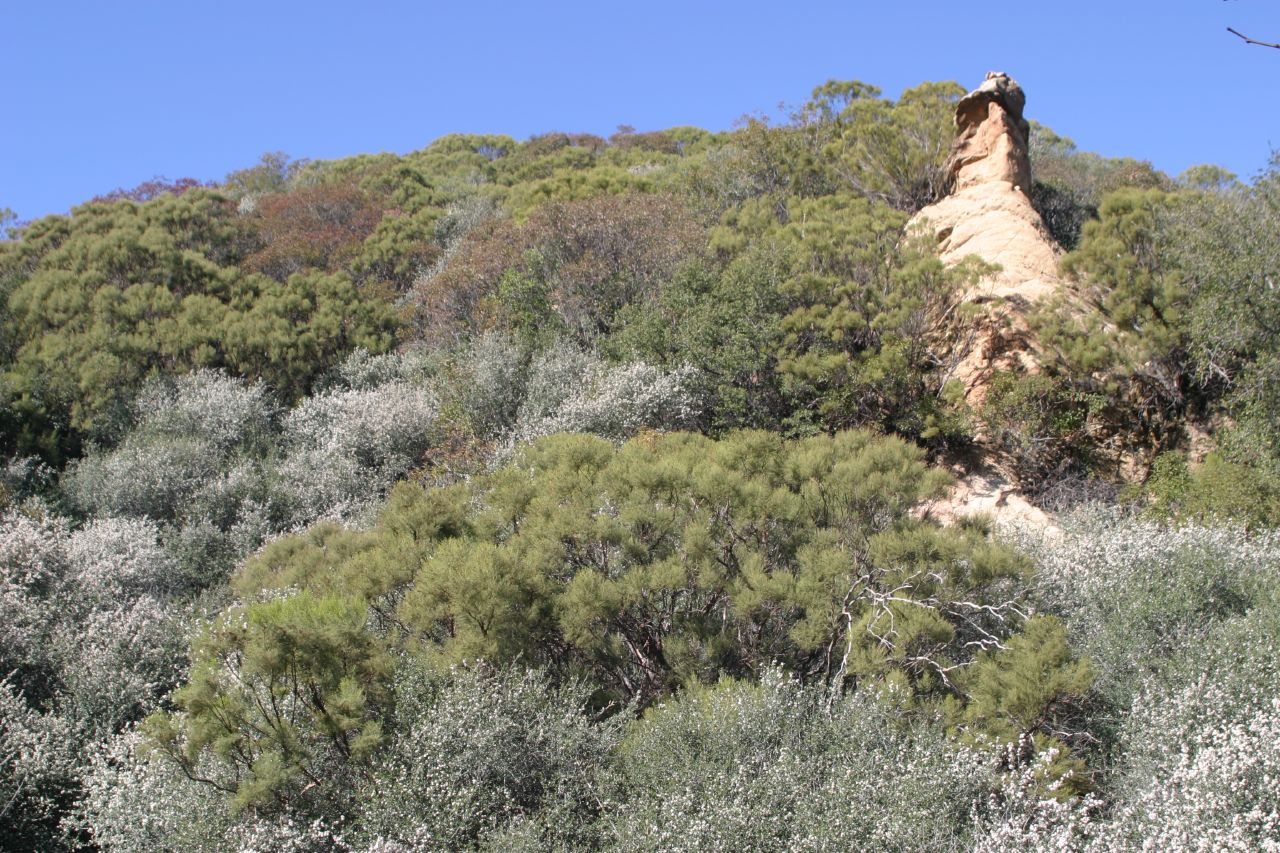
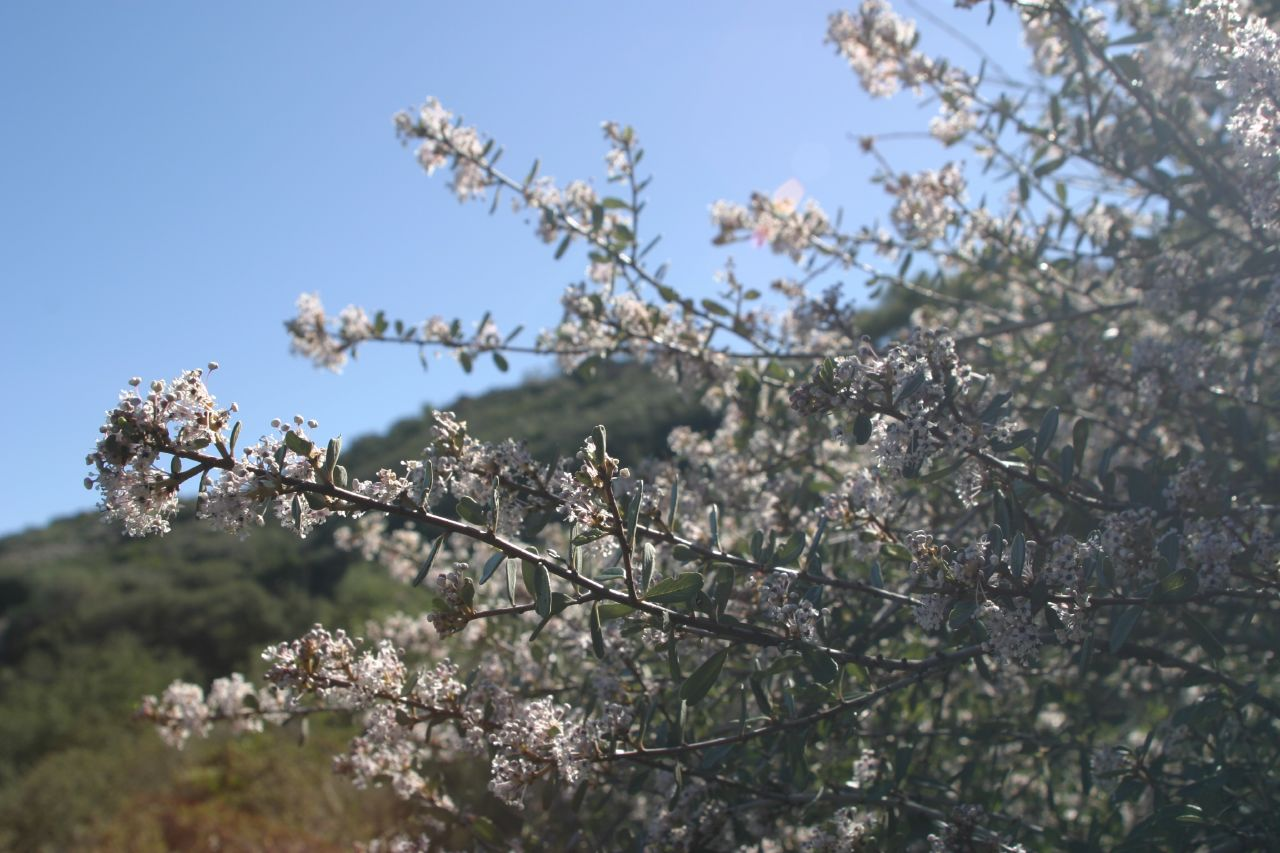